# Tyler Farr

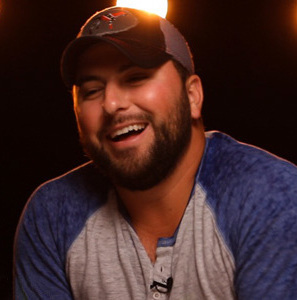
Tyler Farr, 2013

Tyler Farr (* 5. Februar 1984 in Garden City, Missouri) ist ein US-amerikanischer Countrysänger.

## Biografie
Tyler Farr wuchs in Missouri auf. Sein Vater war Tourmusiker bei Countrysänger George Jones und mit 16 Jahren war er selbst bei einer solchen Tour mit dabei. Deshalb ging er später nach Nashville, um selbst Countrymusiker zu werden. Zuerst fand er Arbeit als Türsteher in Tootsie's Orchid Lounge, dann durfte er dort auch auf die Bühne und war danach einige Zeit gleichzeitig Musiker und Türsteher des Honky-Tonk-Lokals.
Es war Rhett Akins, der ihn entdeckte und zu einem Plattenlabel brachte. Tyler Farr unterschrieb bei Sony Nashville und veröffentlichte 2010 seine erste EP. Mit den Songs Hot Mess und Hello Goodbye hinterließ er dann zwei Jahre später erstmals Eindruck in der Countryszene: Beide Lieder kamen in die hinteren Ränge der Countrycharts. Sein Durchbruch kam 2013 mit dem Song Redneck Crazy. Er erreichte Platz 2 der Countrycharts und auf Platz 29 der offiziellen Charts. 20 Wochen hielt er sich in den Hot 100 und verkaufte sich über eine Million Mal. Sein gleichnamiges Debütalbum stieg danach auf Platz 5 der Verkaufscharts ein und kam in den Countrycharts auf Platz zwei.

## Diskografie

### Alben
| Jahr | Titel           | Höchstplatzierung, Gesamtwochen, AuszeichnungChartplatzierungen (Jahr, Titel, Platzierungen, Wochen, Auszeichnungen, Anmerkungen) | Höchstplatzierung, Gesamtwochen, AuszeichnungChartplatzierungen (Jahr, Titel, Platzierungen, Wochen, Auszeichnungen, Anmerkungen) | Anmerkungen |
| Jahr | Titel           | US | Country | Anmerkungen |
| ---- | --------------- | --- | --- | ----------- |
| 2013 | Redneck Crazy   | US5 (18 Wo.)US | Country2 (63 Wo.)Country |             |
| 2015 | Suffer in Peace | US4 (9 Wo.)US | Country2 (38 Wo.)Country |             |

Weitere Veröffentlichungen
- 2010: Camouflage (EP)

### Singles
| Jahr | Titel Album                            | Höchstplatzierung, Gesamtwochen, AuszeichnungChartplatzierungen (Jahr, Titel, Album, Platzierungen, Wochen, Auszeichnungen, Anmerkungen) | Höchstplatzierung, Gesamtwochen, AuszeichnungChartplatzierungen (Jahr, Titel, Album, Platzierungen, Wochen, Auszeichnungen, Anmerkungen) | Anmerkungen      |
| Jahr | Titel Album                            | US | Country | Anmerkungen      |
| --- | -------------------------------------- | --- | --- | ---------------- |
| 2012 | Hot Mess Redneck Crazy                 | — | Country49 (14 Wo.)Country |                  |
| 2012 | Hello Goodbye Redneck Crazy            | — | Country52 (5 Wo.)Country |                  |
| 2013 | Redneck Crazy                          | US29 ×2Doppelplatin · (20 Wo.)US | Country2 (35 Wo.)Country |                  |
| 2013 | Whiskey in My Water Redneck Crazy      | US52 Platin · (18 Wo.)US | Country11 (31 Wo.)Country |                  |
| 2014 | A Guy Walks into a Bar Suffer in Peace | US51 Platin · (20 Wo.)US | Country7 (34 Wo.)Country |                  |
| 2015 | Withdrawals Suffer in Peace            | — | Country47 (1 Wo.)Country |                  |
| 2015 | Better in Boots Suffer in Peace        | — | Country26 (20 Wo.)Country |                  |
| Folgende Lieder erschienen nicht als Single, wurden aber durch das Album zum Download und Streaming bereitgestellt und konnten somit eine Platzierung erlangen: |                                        | | |                  |
| |                                        | | |                  |
| 2015 | Damn Good Friends Suffer in Peace      | — | Country46 (1 Wo.)Country | mit Jason Aldean |

Weitere Veröffentlichungen
- 2016: Our Town
- 2017: I Should Go to Church Sometime
- 2018: Love by the Moon